# Watertown (condado de Litchfield)
Watertown es un lugar designado por el censo ubicado en el condado de Litchfield en el estado estadounidense de Connecticut. En el año 2010 tenía una población de 3.574 habitantes.

## Geografía
Watertown se encuentra ubicado en las coordenadas 41°35′56.35″N 73°7′4.96″O / 41.5989861, -73.1180444.